# Берестейський шляхопровід
Берестейський шляхопровід — комбінований шляхопровід на перетині вул. Дегтярівської та вул. Миколи Василенка з Берестейським проспектом біля станції метро «Берестейська» в м. Києві.

## Історія
На початку XX століття, у зв'язку із зростанням вантажоперевезень, особливо у роки першої світової війни, виникла потреба розширити Київський залізничний вузол. Нова колія пролягла від Київ-Волинського долиною річки Сирець і далі — до Дніпра, через який проходила в районі Чорторою по залізничному мосту, побудованому в 1915-1916 роках. Брест-Литовське шосе ця залізниця перетинала дном глибокого яру. Пізніше від Київ-Волинського протягли ще одну колію — над Брест-Литовським шосе (зараз Берестейський проспект), а потім уздовж Дегтярівської вулиці до Луцьких казарм.
У 1959 році поруч із залізничним постом почалося спорудження нового трамвайно-автомобільного шляхопроводу. Опори обох шляхопроводів ділили полотно Берестейського проспекту на три частини, однією з яких здійснювався трамвайний рух, а двома іншими - автомобільний у різних напрямках, по дві смуги в кожному. У 1962 році новий шляхопровід було офіційно введено в експлуатацію.
Відкриття в 1971 році неподалік станції метрополітену «Берестейська» значно покращило транспортну ситуацію в цьому районі, перетворивши вузол на повноцінну багаторівневу транспортну розв’язку. Під шляхопроводом розташовувалися зупинки громадського транспорту, зокрема трамвайна зупинка на Берестейському проспекті, а також вхід до новозбудованої станції метро.
У 1982–1984 роках Берестейський шляхопровід зазнав масштабної реконструкції. Залізничну гілку було повністю ліквідовано, а колишній залізничний міст — розширено. Після цього трамвайний рух було перенесено з автомобільного мосту на реконструйовану частину шляхопроводу, що дозволило розділити потоки громадського і приватного транспорту.
Одночасно з цим була проведена модернізація Берестейського проспекту, який проходить під шляхопроводом. Для збільшення пропускної спроможності вулично-дорожньої мережі трамвайний рух на проспекті було повністю припинено, а кількість автомобільних смуг розширено з чотирьох до восьми. Однак у зоні під самим шляхопроводом, через обмеження ширини виїмки та наявність опор мосту, кількість смуг звужується до шести.
26 лютого 2022 року шляхопровід над Берестейським проспектом зазнав пошкоджень внаслідок спроби ворога атакувати розташовану поруч військову частину Генштабу ЗСУ.
Станом на 2023 рік шляхопровід пеербуває в аварійному стані та потребує негайних протиаварійних заходів.

## Зображення

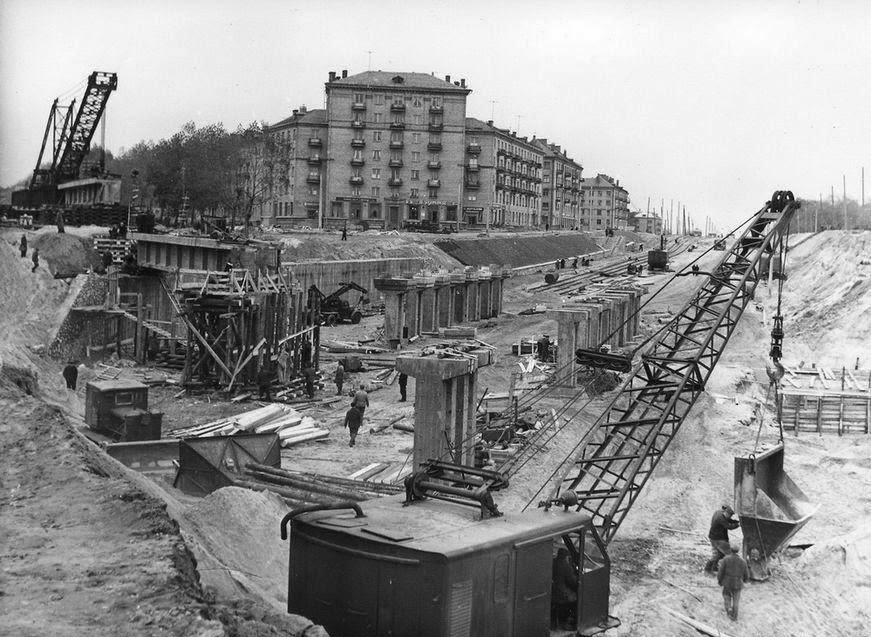
Початок будівництва шляхопроводу в 1964 році
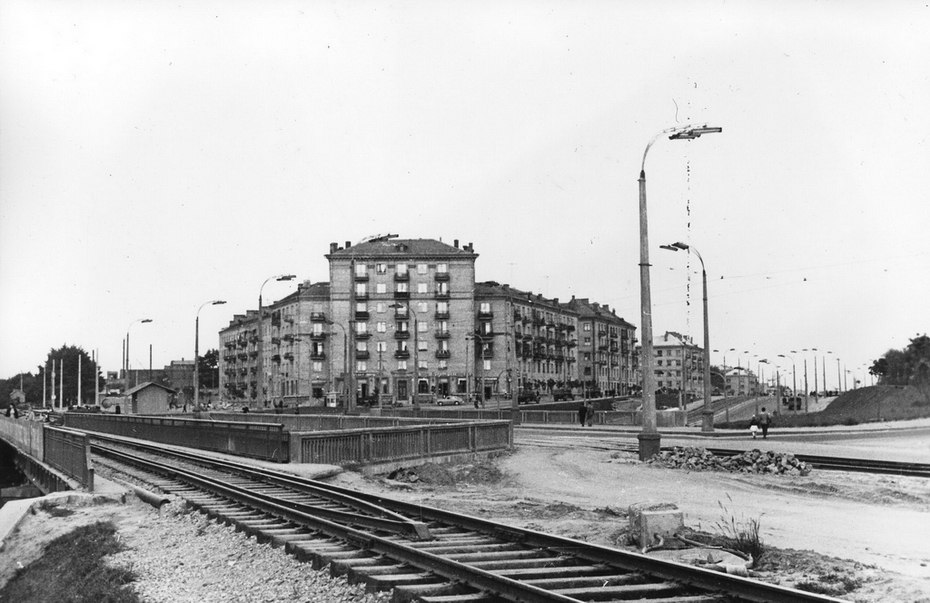
Берестейський шляхопровід 1964 рік
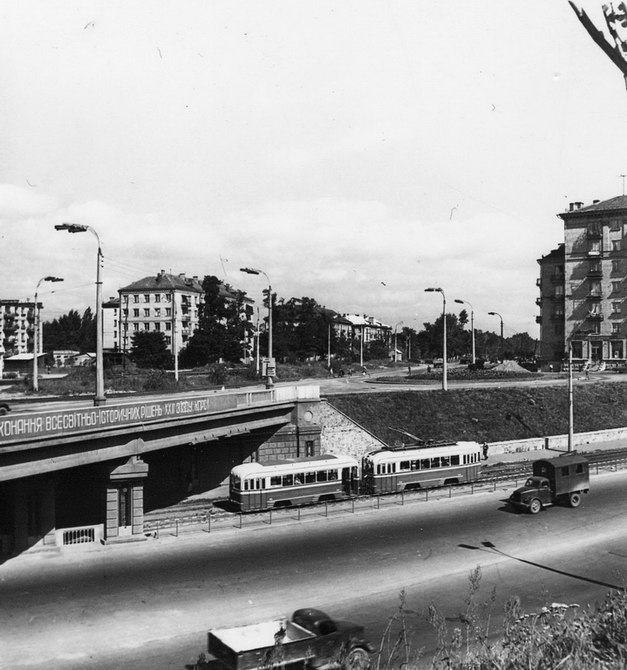
Берестейський шляхопровід 1965 рік
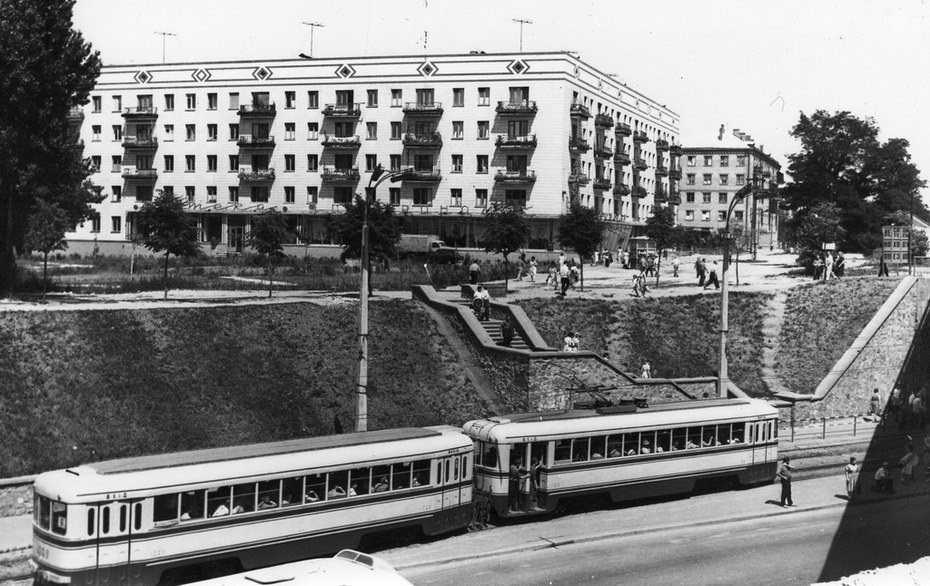
Трамвай під Берестейським шляхопроводом 1965 рік